# 神様はサウスポー
『神様はサウスポー』（かみさまはサウスポー）は、今泉伸二による日本の漫画。『週刊少年ジャンプ』（集英社）において、1988年22号から1990年31号まで連載された。単行本は全12巻（ジャンプ コミックス セレクション版は全8巻）。
2009年から2010年にかけて『漫画ゴラク』（日本文芸社）において続編『神様はサウスポー ダイアモンド』が連載された。単行本は全3巻。

## 概要
空のキャンバスに続く、ジャンプの連載漫画二作目で、今回はボクサーの遺児の兄妹と、対戦相手の息子が協力して世界一のチャンピオンを目指すと言うものである。
ボクシング漫画でありながら、試合前の人間ドラマがメインで、試合は結果にして添え物と言う一風変わった構成が他のボクシング漫画と一線を画している。
前作より長く続いたものの、連載終了決定後の終盤の展開がやや駆け足となった事が惜しまれる。

## あらすじ
嘗て、2人の男が日本一のチャンピオンを目指した。その試合後、1人は息を引き取り、もう1人はチャンピオン目指し渡米した。
数年後、ボクサーだった父親を亡くした井上旭・美鈴兄妹は父が遺したボクシングジムを経営しながら生活していた。
そんなある日、対戦相手の息子の早坂弾が帰国し、父が既に死去した事を伝え、井上家に居候する事になる。
そして弾には恐るべきボクサーとしての才能が眠っていた事は本人も知る由も無かった。

## 登場人物
早坂 弾（はやさか だん）
主人公で左利きのボクサー。元来争いを好まない性格であるが、ボクサーとしての才能を開花していく。修道院生活が長かった為、世間とのズレが大きい。
井上　旭（いのうえ　あきら）
井上兄妹の兄で父の遺したボクシングジムを経営。自身にボクサーの才能が無い事を自覚していた為、弾のセコンドに付く事となる。
井上 美鈴（いのうえ みすず）
井上兄妹の妹で、登場時は高校へ行きながらジム等の切り盛りをしており、卒業後はセコンドに専念した。
早坂 仁（はやさか じん）
元プロボクサーで弾の父。渡米後に弾を遺し帰らぬ人となる。生前、時々左腕が麻痺する持病を抱えており、息子の弾にも遺伝していた。
北村 友樹（きたむら ゆうき）
弾のライバル。
棟方　善造（むなかた　ぜんぞう）
マイケル・デュラン
ジョン・フェニックス
矢神　京介（やがみ　きょうすけ）
本作の最終対戦相手で、弾の父違いの弟であった事が判明する。
雷鳳院会長（らいほういんかいちょう）
本作世界の大手ボクシングジムの会長の高齢の女性で、ボクシング界の女帝と言われる。特攻隊の夫に先立たれている。